# Ida Carola Ströver-Wedigenstein
Ida Carola Ströver-Wedigenstein, auch Ida Caroline Bertha Hermine Stroever, (* 16. September 1872 auf Gut Wedigenstein (heute: Porta Westfalica); † 2. Februar 1955 in Minden) war eine deutsche Künstlerin und Schriftstellerin.

## Biografie
Ströver war die Tochter des Gutsbesitzers Carl Justus Bernhard Stroever und seiner Frau Luise Christiane, geb. Bödecker. Sie verbrachte ihre Kindheit und Jugend auf dem mütterlichen Gut Wedigenstein in der Nähe der Porta Westfalica bei Minden. Als Haus- und Gutsfrau fand ihre erste Ausbildung Anfang der 1890er Jahre statt.
Schon früh entdeckte sie neben der Liebe zur Natur das Malen und Zeichnen und wurde darin von ihrer taubstummen und künstlerisch vorgebildeten Mutter unterstützt. Nach wirtschaftlichem Niedergang des Gutes und dem Tod der Eltern ging Ströver 1893 zur künstlerischen Ausbildung an die sogenannte Damenakademie des Münchner Künstlerinnenvereins. Neben Aktstudien entstanden Plakate und erste Ölmalereien. Außerdem beschäftigte sie sich nach einer Hollandreise ausführlicher mit dem Werk Rembrandt van Rijns. Eine Reise nach Italien folgte. Sie setzte sich 1904 als Abgeordnete von 700 Münchener Frauen beim Internationalen Frauenkongress in Berlin für die Frauenfrage ein.
1903 (nach anderer Quelle 1906) ging Ströver nach Bremen, wo sie bis 1930 bei ihrer Tante wohnte und studierte bis 1906 auch in München. Nur mühsam fanden ihre Werke, vor allem die großen Wandbilder, Anerkennung. Ihr künstlerischer Durchbruch erfolgte 1912 anlässlich der von Hedwig Heyl organisierten Ausstellung Die Frau in Haus und Beruf. Für diese Ausstellung schuf Ida Ströver einen monumentalen Wandfries Weg der Frau. 1916 illustrierte sie eine Ausgabe des Heliand, das frühmittelalterliche Epos über das Leben Jesu; es erschien in einer Auflage von 65.000 Exemplaren, davon 20.000 als Feldausgabe für Soldaten.
Nach dem Ersten Weltkrieg entstanden 1919 die Bremer Sturmtage, eine Sammlung von Zeichnungen über die Revolution für die Bremer Räterepublik sowie 1922 die Lithografiemappe Amazonen. Ströver wandte sich der Grafik zu. Es entstanden die expressiven großformatigen Linoldruckausgaben Folgen aus Zarathustra sowie Bekenner. Zu Beginn der 1930er Jahre erhielt Ströver den Auftrag zur Ausmalung der Heilandskirche im Wittekindshof bei Bad Oeynhausen. Außerdem schuf sie Kreidezeichnungen zum Aufstand der Täufer in Münster, die 1933 veröffentlicht wurden.
Der aufkommende Nationalsozialismus beeinflusste auch Ströver. 1930 (nach anderer Quelle 1933) erfolgte der Umzug nach Berlin. Hier entstand ein Zyklus von Zeichnungen zum damals bekannten biografischen Werdegang Adolf Hitlers. Sie beschäftigte sich zudem mit Fresken, mit der Porträt- und Landschaftsmalerei sowie mit allegorischen Bildern. Bei der Ausbombung ihres Berliner Ateliers 1942 verlor sie sämtliche Bestände ihrer Werke einschließlich der Platten und Druckvorlagen und wurde damit um ein Wesentliches ihrer Existenzgrundlage beraubt. Sie ging darauf zunächst nach Murnau, wo sie jedoch auf das Malen kleiner Landschaftsbilder beschränkt war. 1952 kehrte sie nach Minden zurück, wo anlässlich ihres 80. Geburtstages eine Werkschau ihrer Arbeiten stattfand. Ihre letzten Lebensjahre bis zu ihrem Tod 1955 verbrachte Ida Stöver in einem Diakonissenhaus. Sie wurde auf dem Erbbegräbnis auf Gut Wedigenstein beigesetzt.
Von ihr stammt auch eine Autobiografie ihrer Kindheit mit dem Titel Die goldene Pforte. Einige Werkbestände sind unter anderem im Museum der Stadt Minden erhalten. Weitere Werke befinden sich im Bestand der Bremer Kunsthalle sowie dem Fockemuseum Bremen. In der Rückschau erschließt sich das künstlerische Leben einer Frau, die frauenbewegt, christlich und deutschnational eingestellt war.

## Werke (Auswahl)
- Weg des Weibes, Gemälde, 1912
- Wittekindbilder in Enger (Westfalen), Gemälde, 1913
- Heliandkirche in Bad Oeynhausen, Fresken, 1913
- Die Entfesselten, Lithographien, 1915/16
- Der Heliand, 1916
- Die Goldene Pforte, 1919
- Bremer Sturmtage, 1919
- Befreiung der Gefangenen, 1919
- Der Ruf der Arbeit, 1919
- Heimkehr, 1919
- Amazonen, 1922
- Ver Sacrum, Gemälde, 1923, im Alten Gymnasium, Bremen
- Die Wiedertäufer in Münster, 1930
- Born der Wissenschaft, Gemälde, 1933, Münster